# Мангасаров, Шмавон Григорьевич
Шмавон Григорьевич Мангасаров (1 августа 1907 — 1992) — армянский художник (долгие годы живший в Азербайджанской ССР), один из учредителей и членов Азербайджанского общества работников революционного искусства. Жил и работал в Баку, Азербайджан. Писал тематические картины, особенно до Второй мировой войны, посвященные хлопковым рассадам, пейзажи, портреты.
Окончил Азербайджанский художественный техникум в 1927 г.
Член Союза художников СССР. Народный художник Азербайджанской ССР (1988).
Член «АзОРРИИС» (Азербайджанское общество работников революционного изобразительного искусства) с 1929 года.
Участник Объединения молодых художников Азербайджана (ОМХАз).

## Выставки
При жизни
- 1928 г. 1-я Выставка организаций молодых художников Азербайджана (Баку)
- 1930 г. 1-я Выставка Азербайджанского общества работников революционного искусства (АЗОРРИИС) (Баку)
- 1931 г. Выставка работ художников Украины, Азербайджана,Армении (Москва)
- 1940 г. Художественная выставка, посещенная 20-летию установления Советской власти в Азербайджане (Баку)
- 1946 г. Выставка произведений художников — участников Великой Отечественной войны (Баку)
- 1947 г. Республиканская художественная выставка произведений Азербайджанских художников, посвященная 30-летию Великой Октябрьской социалистической революций (Баку)
- 1949 г. Выставка новых произведений художников республики (Баку)
- 1954 г. Республиканская художественная выставка 1954 г. (Баку)
- 1954 г. Выставка произведений художников Грузинской ССР, Азербайджанской ССР И Армянской ССР (Москва)
- 1955 г. Республиканская художественная выставка 1955 г. (Баку)
- 1957 г. Республиканская художественная выставка в связи с 40-летием Великой Октябрьской социалистической революций (Баку)

После смерти
- 2001 г. Художники Азербайджана на Волге
- 2006 г. Палитра друзей. Художники Закавказья в саратовском доме народного артиста Льва Горелика (недоступная ссылка) (Москва Российская академия художеств)
- 2009 г. Кавказ в гостях у нас — из коллекции народного артиста России Льва Григорьевича Горелика
- 2012 г. Кавказский словарь: земля и люди Большой дворец музея-заповедника Царицыно
- 2016 г. Искусство анимации. Третьяковской галерее на Крымском Валу

## Работы находятся в собраниях
- Государственная Третьяковская Галерея
- Государственный Музей Искусства Народов Востока

## Цитаты
«…Картины Мангасарова меня не разочаровали. Напротив, я постарался понять большинство картин, которые он мне показал, я их понял и полюбил. Прежде чем объяснить, почему я полюбил и как я понял их, я хочу сказать несколько слов о самом художнике…Окончив в 1927 году Азербайджанскую Высшую художественную школу, ходил по полям и горам, знакомился с людьми, с её прошлым, настоящим и будущим — он знал все это и полюбил еще больше. Это знакомство, эта любовь породили ряд картин, в частности картину „На хлопке“, которая в 1932 году экспонировалась на советской выставке революционного искусства в Филадельфии…Мангасаров пользуется в живописи бессмертными традициями не только Запада, но и Востока. Таким образом, он избавился от космополитизма, стал интернационалистом и тем самым обогатил изобразительные средства своего искусства…Мангасаров очень хорошо понимает значение ритма и темпа живописи. Это другая особенность, делающая его современным художником…»
Отрывок из «Неделя» № 32 за 1964 г. Назым Хикмет 23 ноября 1964 г.